# Edward Cucuel
Pour les articles homonymes, voir Cucuel.
Edward Cucuel, né à San Francisco le 6 août 1875 et mort à Pasadena le 18 avril 1954, est un peintre et illustrateur américain.

## Biographie
Fils d'un éditeur de journal allemand, il étudie dès l'age de 14 ans à la San Francisco Art Institute et produit des illustrations pour le journal The San Francisco Examiner. A 17 ans, il part étudier à Paris où il fréquente l'Académie Julian et l'Académie Colarossi et devient l'élève de Jean-Léon Gérôme à l'Académie des beaux-arts.
À son retour aux États-Unis en 1896, il travaille brièvement comme illustrateur de journaux à New York puis voyage en France et en Italie pour se familiariser avec les anciens maîtres. Il se rend en Allemagne en 1899, où il est engagé comme illustrateur indépendant de journaux à Berlin et à Leipzig.
En 1904, après avoir travaillé comme reporter à l'Exposition universelle de Saint-Louis, il effectue un tour du monde qui le mène, entre autres, au Japon, en Chine et au Sri Lanka. Après un bref séjour à San Francisco pour rendre visite à sa famille après le tremblement de terre (1906), il s'installe à Munich en 1907 et y devient un ami du peintre allemand Leo Putz qui lui fait découvrir la peinture en plein air. Il entre alors à la Sécession de Munich.
Membre de la Société nationale des beaux-arts, il expose au Salon des artistes français de 1929 les toiles Fantaisie et Dans l'ombre et participe aussi au Salon d'automne.
Il épouse en 1913 Clara Lotte von Marcard, une amie de Putz et de son épouse, Frieda Blell (en). Pendant la Première Guerre mondiale, il vit à Holzhausen au bord du lac Ammer, puis fonde des studios à Munich et à Starnberg, la ville natale de son père.
Au début de la Seconde Guerre mondiale, il doit fuir l'Allemagne et s'installe à Pasadena en Californie où il réside jusqu'à sa mort en 1954.